# المراقبون (فلم)
المراقبون وبالإنجليزية The monitors وهو فيلم خيال علمي أمريكي تم عرضه عام 1969.

وهو مقتبس عن رواية ل كييث لومر وتدور حول زيارة مجموعة من الكائنات الفضائية كوكب الأرض في معاطف ونظارت سوداء يحاولون فرض السلوك السلمي على البشر من خلال رش أحد أنواع الغازات.

## الممثلين
- جاي ستوكول .
- شيري جاكسون .
- سوزان أوليفر .
- أفري شرايبر .
- كينان وين .
- أد بيجلي .

## فريق العمل
- إخراج: جاك شي.
- سيناريو: مايرون جيه جولد
- قصة: كييث لومر

## وصلات خارجية
- المراقبون على موقع IMDb (الإنجليزية)
- المراقبون على موقع روتن توميتوز (الإنجليزية)
- المراقبون على موقع نتفليكس (الإنجليزية)
- المراقبون على موقع ألو سيني (الفرنسية)
- المراقبون على موقع Turner Classic Movies (الإنجليزية)
- المراقبون على موقع أول موفي (الإنجليزية)
- المراقبون على موقع قاعدة بيانات الفيلم (الإنجليزية)
- المراقبون على موقع ليتربوكسد (الإنجليزية)
- المراقبون على موقع كينوبويسك (الروسية)
- http://www.imdb.com/title/tt0064684/
- http://www.allmovie.com/work/the-monitors-102734